# 长洲镇 (凤山县)
长洲乡，是中华人民共和国广西壮族自治区河池市凤山县下辖的一个乡镇级行政单位。

## 行政区划
长洲乡下辖以下地区：
长洲村、那拉村、那爱村、那乐村、板任村、板伦村、那兵村、板均村、那烘村、郎里村、百乐村和那老村。